# Pedra de l'Escorpí
La Pedra de l'Escorpí es troba al Parc de la Serralada Litoral, concretament a la Roca del Vallès (el Vallès Oriental).

## Descripció
Es localitza a la zona anomenada Replana de Can Planes, a prop de la casa del mateix nom i del camí que mena a Sant Bartomeu de Cabanyes. Es tracta d'un caos de roques de bona mida, que en un punt concret formen una petita cova natural, la qual es va fer servir, probablement, com a lloc d'enterrament durant el Neolític Final o l'inici de l'Edat dels metalls. La cova sembla aprofundida i en algun moment va estar tancada amb paret seca, de la que encara se'n conserva una part. Aquesta mica de paret es pot veure a la banda oest del conjunt i tanca parcialment la petita cambra que hi ha a sota de la roca més gran. No hi ha proves que fos habitada, però les reduïdes dimensions de la cavitat ho fan poc probable. Sembla que no s'hi han fet treballs d'excavació ni hi ha constància de possibles troballes. L'any 1995 va ser citat com a jaciment arqueològic en una petita nota publicada a la revista local Roquerols, signada per Pasqual Ferrer.

## Accés
És ubicada a la Roca del Vallès: cal sortir de la Roca per la carretera C-1415c que porta a Mataró. Pocs metres després de les darreres cases hi ha el trencall cap a Can Planes a mà dreta. Sortim del barri pel carrer Rocatomba, el qual es converteix en el camí que porta a Can Planes. Quan es comença a veure, just on comença un gran camp conreat a l'esquerra, arrenca un camí a l'esquerra que, en un 1 km, arriba a una cruïlla. Agafem el trencall de l'esquerra i en uns 500 m tindrem a l'esquerra un gran amuntegament de blocs granítics i, just després, trobem un camí a l'esquerra que porta a la Roca Foradada de Can Planes. Seguint poc més el camí trobem un altre agrupament de blocs granítics dins del bosc on, a dalt de tot, hi ha la Pedra de l'Escorpí (a l'entrada del camí que porta a la Roca Foradada de Can Planes està incorrectament senyalitzada la Pedra de l'Escorpí). UTM: 31 N - 445048 - 4603527.